# The Little Match Seller
The Little Match Seller ist ein britischer Stummfilm von James Williamson aus dem Jahr 1902. Der Film wird dem Genre Drama zugeordnet und ist die erste Verfilmung des Märchens Das kleine Mädchen mit den Schwefelhölzern von Hans Christian Andersen.

## Handlung
Am Silvesterabend sitzt ein kleines, nur dürftig bekleidetes Mädchen auf der verschneiten Straße, um Schwefelhölzer zu verkaufen. Die an ihr vorbeilaufenden Leute sind so in Eile, dass sie das kleine, frierende Mädchen nicht bemerken. Das Mädchen traut sich jedoch nicht nach Hause zurück, da es seine Ware nicht verkaufen konnte, und beschließt eines der Schwefelhölzer anzuzünden, um sich zu wärmen. Die Wärme der kleinen Flamme lässt sie dabei an einen wärmenden Kamin denken. Da jedoch die Flamme des Hölzchens nach kurzer Zeit erlischt, beschließt es, weitere Schwefelhölzchen anzuzünden. Neben leckerem Festessen und einem geschmückten Tannenbaum sieht sie schließlich beim Anzünden des vierten und letzten Schwefelhölzchens ihre verstorbene Großmutter, welche die Hände nach ihr ausstreckt. Kurz darauf stirbt das Mädchen einen Erfrierungstod und ihre Seele steigt zusammen mit ihrer Großmutter in den Himmel empor. Noch in der Nacht findet ein Polizist die erfrorene Leiche des kleinen Mädchens.

## Kritiken
Der Film erhielt überwiegend positive Kritiken und erzielte bei IMDb eine durchschnittliche Bewertung von 6,7 der möglichen 10 Punkte.